# Ainsley Maitland-Niles
Ainsley Cory Maitland-Niles (* 29. srpna 1997 Londýn) je anglický profesionální fotbalista, který hraje na pozici krajního či středního záložníka za francouzský klub Olympique Lyon. V roce 2020 odehrál také 5 utkání v dresu anglické reprezentace.

## Klubová kariéra
Maitland-Niles je jamajského původu.

### Arsenal
Maitland-Niles je odchovancem akademie Arsenalu, do které přišel v šesti letech. 9. prosince 2014 debutoval Maitland-Niles ve věku 17 let a 102 dní v zápase Ligy mistrů UEFA proti Galatasarayi, když o poločase nahradil Aarona Ramseyho a Arsenal nakonec vyhrál 4:1. Stal se tak po Jacku Wilsherovi druhým nejmladším hráčem, který nastoupil v dresu Arsenalu do zápasu Ligy mistrů. O čtyři dny později debutoval také v Premier League, když v nastaveném čase utkání proti Newcastlu United nahradil Alexe Oxlade-Chamberlaina.

#### Ipswich Town (hostování)
Dne 2. července 2015 odešel Maitland-Niles na roční hostování do druholigového Ipswich Townu.
Po dvaatřiceti utkání v dresu The Blues a dvou vstřelených brankách ve všech soutěžích se Maitland-Niles vrátil do svého mateřského klubu.

#### Návrat do Arsenalu
Maitland-Niles se v sezoně 2017/18, která byla poslední pro dlouholetého trenéra Gunners Arséna Wengera, prosadil do základní sestavy a celkem nastoupil do 28 zápasů ve všech soutěžích. Dne 12. června 2018 podepsal v Arsenalu dlouholetou smlouvu.
Dne 12. srpna 2018 nastoupil Maitland-Niles v prvním zápase Unaie Emeryho v roli manažera na pozici levého obránce. Ve 35. minutě zápasu byl však utrpěl zlomeninu nohy a byl nucen střídat. Po návratu po zranění se díky absenci Héctora Bellerína stal stabilním členem základní sestavy do konce sezóny.
Dne 1. srpna 2020 odehrál Maitland-Niles finále FA Cupu proti Chelsea. Arsenal zvítězil 2:1 a získal svůj 14. FA Cup v historii. Maitland-Niles nastoupil 29. srpna 2020 do zápasu Community Shieldu proti Liverpoolu. Po výsledku 1:1 v základní hrací době se Mailtand-Niles prosadil v penaltovém rozstřelu a pomohl týmu k zisku další trofeje. Maitland-Niles se následně nedokázal prosadit do základní sestavy trenéra Mikela Artety a požádal klub o hostování.

#### West Bromwich Albion (hostování)
Dne 1. února 2021 odešel Maitland-Niles na půlroční hostování do prvoligového West Bromwiche Albion. V dresu The Baggies odehrál dohromady 12 utkání.

#### AS Řím (hostování)
Dne 8. ledna 2022 odešel Maitland-Niles, poté co nedostal prostor v dresu Arsenalu v podzimní části sezóny 2021/22, na půlroční hostování do italského klubu AS Řím. Na konci května 2022 vyhrál s klubem premiérový ročník Evropské konferenční ligy, když ve finále porazili nizozemský Feyenoord 1:0.

#### Southampton (hostování)
Dne 1. září 2022 se Maitland-Niles připojil k Southamptonu v rámci sezónního hostování.

## Reprezentační kariéra
V květnu 2017 byl povolán do anglické reprezentace do 20 let na mistrovství světa v Jižní Koreji. Anglie se nakonec probojovala až do finále turnaje, kde se utkala s Venezuelou. Maitland-Niles nastoupil do utkání z lavičky v 75. minutě a pomohl svým výkonem k výhře 1:0 a k zisku trofeje.
Dne 29. srpna 2020 povolal Gareth Southgate Maitlanda-Nilese do seniorské reprezentace Anglie na zápasy Ligy národů UEFA proti Islandu a Dánsku. Debutoval 8. září, když nastoupil jako náhradník proti Dánsku.

## Statistiky

### Klubové
K 19. lednu 2023
| Klub                         | Sezóna  | Liga           | Liga   | Liga | Národní pohár | Národní pohár | Ligový pohár | Ligový pohár | Evropské poháry | Evropské poháry | Ostatní | Ostatní | Celkem | Celkem |
| Klub                         | Sezóna  | Liga           | Zápasy | Góly | Zápasy        | Góly          | Zápasy       | Góly         | Zápasy          | Góly            | Zápasy  | Góly    | Zápasy | Góly   |
| ---------------------------- | ------- | -------------- | ------ | ---- | ------------- | ------------- | ------------ | ------------ | --------------- | --------------- | ------- | ------- | ------ | ------ |
| Arsenal                      | 2014/15 | Premier League | 1      | 0    | 1             | 0             | 0            | 0            | 1               | 0               | 0       | 0       | 3      | 0      |
| Arsenal                      | 2016/17 | Premier League | 1      | 0    | 3             | 0             | 3            | 0            | 0               | 0               | —       | —       | 7      | 0      |
| Arsenal                      | 2017/18 | Premier League | 15     | 0    | 1             | 0             | 3            | 0            | 9               | 0               | 0       | 0       | 28     | 0      |
| Arsenal                      | 2018/19 | Premier League | 16     | 1    | 2             | 0             | 2            | 0            | 10              | 1               | —       | —       | 30     | 2      |
| Arsenal                      | 2019/20 | Premier League | 20     | 0    | 5             | 0             | 1            | 1            | 6               | 0               | —       | —       | 32     | 1      |
| Arsenal                      | 2020/21 | Premier League | 11     | 0    | 1             | 0             | 3            | 0            | 5               | 0               | 1       | 0       | 21     | 0      |
| Arsenal                      | 2021/22 | Premier League | 8      | 0    | 0             | 0             | 3            | 0            | —               | —               | —       | —       | 11     | 0      |
| Arsenal                      | Celkem  | Celkem         | 72     | 1    | 13            | 0             | 15           | 1            | 31              | 1               | 1       | 0       | 132    | 3      |
| Ipswich Town (host.)         | 2015/16 | Championship   | 30     | 1    | 2             | 1             | 0            | 0            | —               | —               | —       | —       | 32     | 2      |
| West Bromwich Albion (host.) | 2020/21 | Premier League | 15     | 0    | —             | —             | —            | —            | —               | —               | —       | —       | 15     | 0      |
| AS Řím (host.)               | 2021/22 | Serie A        | 8      | 0    | 1             | 0             | —            | —            | 3               | 0               | —       | —       | 12     | 0      |
| Southampton (host.)          | 2022/23 | Premier League | 10     | 0    | 1             | 0             | 2            | 0            | —               | —               | —       | —       | 13     | 0      |
| Celkem                       | Celkem  | Celkem         | 135    | 2    | 17            | 1             | 17           | 1            | 34              | 1               | 1       | 0       | 204    | 5      |

### Reprezentační
| Anglie | Anglie | Anglie |
| Rok    | Zápasy | Góly   |
| ------ | ------ | ------ |
| 2020   | 5      | 0      |
| Celkem | 5      | 0      |

## Ocenění

### Klubová

#### Arsenal
- FA Cup: 2019/20[24]
- Community Shield: 2017,[25] 2020[26]

#### AS Řím
- Evropská konferenční liga UEFA: 2021/22[27]

### Reprezentační

#### Anglie U20
- Mistrovství světa ve fotbale hráčů do 20 let: 2017[21]